# Карповская (Вельский район)
Карповская — деревня в Вельском районе Архангельской области. Входит в состав Муниципального образования «Усть-Вельское».

## География
Деревня расположена в южной части Архангельской области, в таёжной зоне, в пределах северной части Русской равнины, в 8 километрах на юго-запад от города Вельска, на правом берегу реки Пежма притока Ваги. Ближайшие населённые пункты: на западе деревня Мироминская, на севере, на противоположенном берегу реки, деревня Костинская.
Часовой пояс
Карповская, как и вся Архангельская область, находится в часовой зоне МСК (московское время). Смещение применяемого времени относительно UTC составляет +3:00.

## Население
| 2002 | 2010 | 2012 | 2014 |
| ---- | ---- | ---- | ---- |
| 8    | ↗10  | →10  | ↘7   |

## История
Указана в «Списке населённых мест по сведениям 1859 года» в составе Вельского уезда(1-го стана) Вологодской губернии под номером «1970» как «Карповское(Горушка)». Насчитывала 8 дворов, 19 жителей мужского пола и 29 женского.
В материалах оценочно-статистического исследования земель Вельского уезда упомянуто, что в 1900 году в административном отношении деревня входила в состав Заручевского сельского общества Никифоровской волости. На момент переписи в селении Карповская(Горушка) находилось 10 хозяйств, в которых проживало 42 жителей мужского пола и 34 женского.